# Orthotrichum shawii
Orthotrichum shawii là một loài rêu trong họ Orthotrichaceae. Loài này được Wilson mô tả khoa học đầu tiên năm 1864.